# Gnathia maxillaris
Gnathia maxillaris es una especie de crustáceo isópodo de la familia Gnathiidae.

## Distribución geográfica
Se distribuye por el Atlántico nororiental, desde las costas británicas hasta las de la península ibérica, y el mar Mediterráneo hasta el mar Negro.